# Conor McGregor
Conor Anthony McGregor, irl. Conchúr Antóin Mac Gréagóir (ur. 14 lipca 1988 w Dublinie) – irlandzki zawodnik mieszanych sztuk walki (MMA) wagi piórkowej, lekkiej i półśredniej, mistrz Cage Warriors w wadze piórkowej i lekkiej (2012) oraz Ultimate Fighting Championship w wadze piórkowej (2015) i lekkiej (2016). Znany z niekonwencjonalnego stylu walki oraz nokautującego ciosu.

## Wczesne lata
Urodził się w Dublinie w dzielnicy Crumlin jako syn Margaret McGregor i Anthony’ego J. „Tony’ego” McGregora. Ma dwie siostry, Erin i Aoife. Początkowo był pasjonatem piłki nożnej i grał w zespole Lourdes Celtic Football Club. Piłka nożna jednak szybko znudziła się McGregorowi, który w wieku 12 lat postanowił rozpocząć treningi w lokalnym klubie bokserskim.
W dzieciństwie był ofiarą znęcania się i był bity przez innych uczniów swojej szkoły. W wieku 15 lat zaczął uprawiać Kickboxing i trenować ju-jitsu. W 2006 wraz z rodzicami przeprowadził się do innej dzielnicy Dublina – Lucan, gdzie ukończył szkołę Gaelcholáiste Coláiste Cois Life, jednak miał problemy ze zdobyciem pracy. Dzięki koneksjom ojca udało mu się jednak zdobyć posadę hydraulika. Także w 2006 poznał zawodnika UFC, Toma Egana, z którym zaczął trenować. Pomimo tego, że pracował nawet do 12 godzin dziennie, udawało mu się znaleźć czas na regularne, kilkugodzinne treningi MMA kilka razy w tygodniu.
17 lutego 2007 zadebiutował jako 18-latek w amatorskiej walce przeciwko Kieranowi Campbellowi, którego pokonał przez techniczny nokaut. Po tej walce zaproponowano mu profesjonalny kontrakt w Irish Cage of Truth Promotion. W 2008 zaczął trenować pod okiem trenera Johna Kavanagha. Rzucił wtedy pracę hydraulika i żył z zasiłku dla bezrobotnych, na który był skazany aż do 22 roku życia. Rodzicom, którzy byli rozczarowani, że syn nie ma pracy, obiecywał, że w 25. urodziny będzie milionerem.

## Kariera MMA

### Wczesna kariera
W MMA zadebiutował 9 marca 2008 na lokalnej gali w Dublinie, pokonując Gary'ego Morrisa przez techniczny nokaut.
Pierwszą zawodową porażkę zanotował 28 czerwca, przegrywając przez poddanie z Artemijen Sitienkowem. Po tej porażce rozważał zakończenie kariery w sztukach walki, jednak za namową swojej matki i trenera, postanowił ją kontynuować.

### Cage Warriors
9 października 2010 uległ Josephowi Duffy'emu na gali Cage Warriors 39, poddając się wskutek duszenia rękoma. Od 2011 do 2012 stoczył osiem wygranych pojedynków, m.in. z Arturem Sowińskim na Celtic Gladiator 2. Został mistrzem Cage Warriors w dwóch kategoriach wagowych – piórkowej (02.06.2012) oraz lekkiej (31.12.2012), pokonując Dave'a Hilla i Ivana Buchingera.

### UFC
Po sukcesach w rodzimej Irlandii, w lutym 2013 podpisał kontrakt z największą organizacją na świecie – Ultimate Fighting Championship. Zadebiutował w niej 6 kwietnia na gali UFC on Fuel TV: Mousasi vs. Latifi, nokautując Marcusa Brimagea. Za swój udany debiut otrzymał pierwszy bonus finansowy za nokaut wieczoru. 
17 sierpnia na UFC Fight Night: Shogun vs. Sonnen wygrał z Hawajczykiem Maxem Hollowayem na punkty, mimo iż od 2. rundy walczył z uszkodzonym więzadłem krzyżowym przednim.
19 lipca 2014 stoczył pojedynek w walce wieczoru gali UFC Fight Night: McGregor vs. Brandao w swoim rodzinnym Dublinie. Na tym wydarzeniu pokonał Diego Brandão przez TKO w pierwszej rundzie. Po występie został nagrodzony bonusem za występ wieczoru. 
Przed kolejną walką McGregor spotkał się z byłym dyrektorem generalnym organizacji Lorenzo Fertittą i podpisał nowy kontrakt z UFC na wiele walk. 27 września 2014 r. na gali UFC 178 zmierzył się z Dustinem Poirierem. Pomimo tego, że zadał tylko 9 znaczących uderzeń w porównaniu z 10 Poiriera, udało mu się zapewnić sobie zwycięstwo na początku pierwszej rundy przez TKO. To zwycięstwo zapewniło mu drugi z rzędu bonus za występ wieczoru oraz oznaczało pierwszą porażkę Amerykanina w UFC przez KO/TKO. 
18 stycznia 2015 na UFC Fight Night: McGregor vs. Siver zmierzył się z Dennisem Siverem. Zwyciężył przez TKO w drugiej rundzie. Zwycięstwo przyniosło McGregorowi trzecią z rzędu nagrodę bonusową w kategorii występ wieczoru. Dzięki zwycięstwu otrzymał szansę stoczenia walki o mistrzostwo z ówczesnym mistrzem UFC wagi piórkowej Brazylijczykiem José Aldo.

#### Mistrz wagi piórkowej UFC

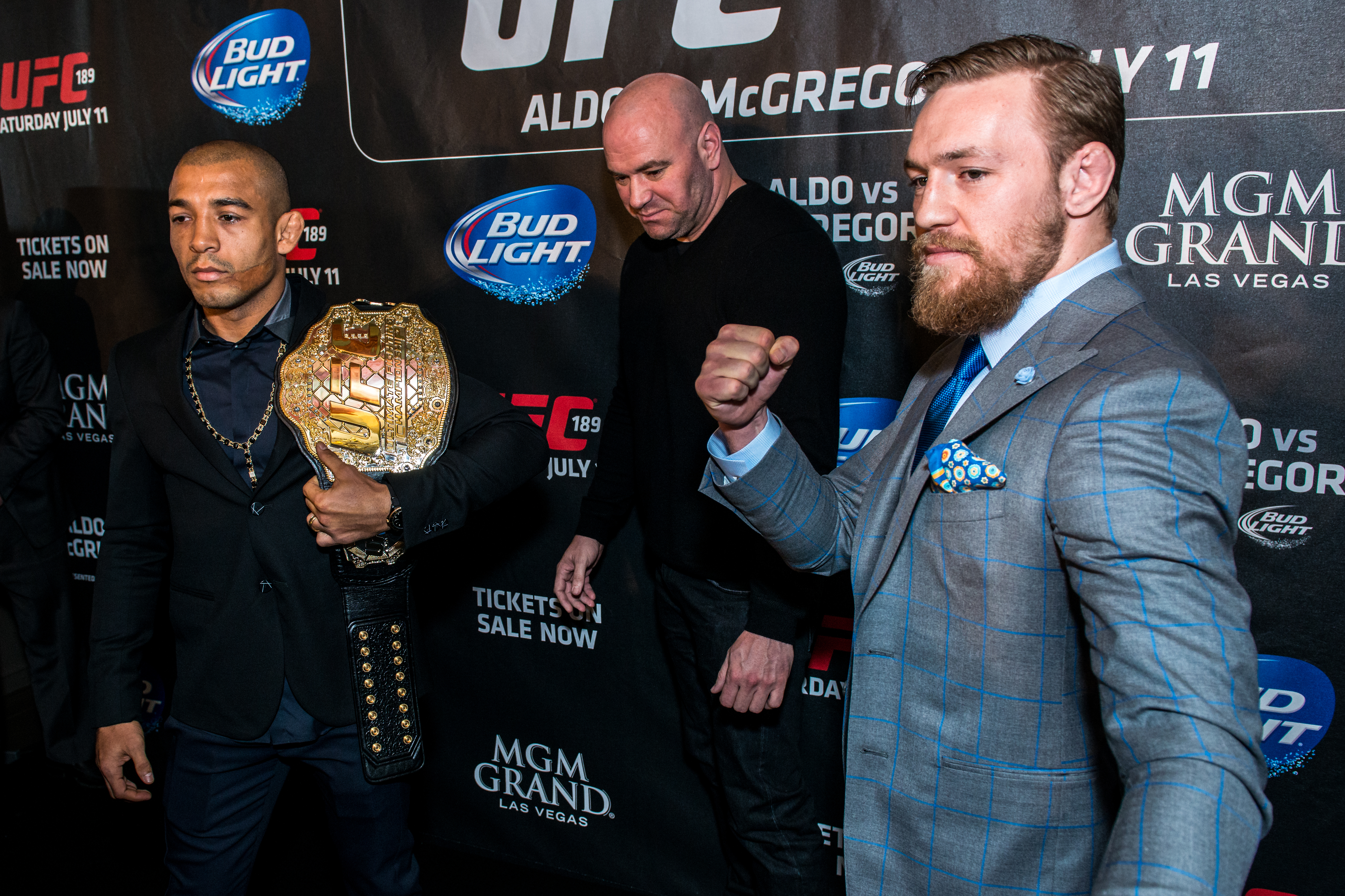
José Aldo, Dana White i Conor McGregor podczas UFC 189 World Tour w Londynie, 30.03.2015

Do irlandzko-brazylijskiej walki miało dojść 11 lipca 2015 lecz na dwa tygodnie przed galą Aldo złamał żebro podczas jednego z treningów i musiał wycofać się z pojedynku. Ogłoszono zatem zastępstwo w postaci Chada Mendesa, a stawką było tymczasowe mistrzostwo. McGregor ostatecznie pokonał przez TKO Mendeza na 3 sekundy przed końcem 2. rundy. 
10 sierpnia ogłoszono, że gala na której zmierzy się z José Aldo o mistrzostwo UFC w wadze piórkowej.  odbędzie się 12 grudnia. Podczas ważenia zarówno McGregor, jak i Aldo osiągnęli limit wagi piórkowej. McGregor znokautował Brazylijczyka w trzynaście sekund pierwszej rundy lewym hakiem, kończąc jego siedmioletnie panowanie w WEC i UFC oraz passę osiemnastu zwycięstw. Dzięki efektownemu zdobyciu tytułu został nagrodzony przez organizację bonusem za występ wieczoru.  

#### Pierwsza przegrana w UFC
5 marca 2016 na UFC 196 miał się zmierzyć o pas mistrzowski wagi lekkiej z Brazylijczykiem Rafaelem dos Anjosem, lecz na jedenaście dni przed zaplanowaną walką dos Anjos złamał stopę na jednym z treningów i musiał wycofać się ze starcia. Dzień później włodarze UFC ogłosili zastępstwo w postaci Nathana Diaza. Walka odbyła się w limicie kategorii półśredniej (-77 kg). Nieoczekiwanie McGregor przegrał z Diazem przez poddanie w 2. rundzie, notując pierwszą porażkę w UFC. Za tę walkę Irlandczyk otrzymał rekordową gażę w postaci 1 miliona USD, która była w tamtym czasie największą otrzymaną przez zawodnika MMA.

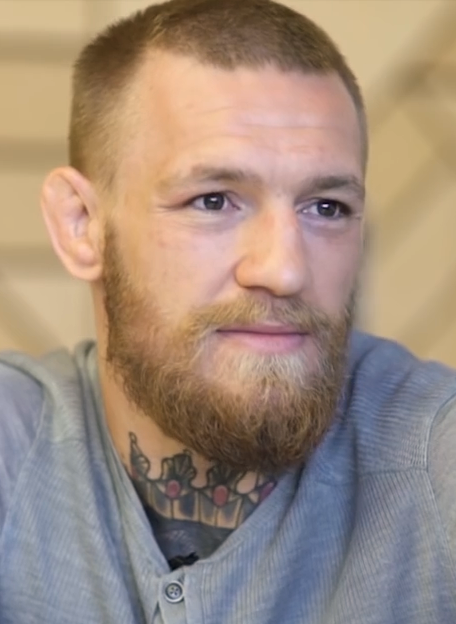
McGregor w 2016

Pod koniec marca 2016 ogłoszono rewanż McGregora z Diazem na 9 lipca 2016 (UFC 200) lecz 19 kwietnia Irlandczyk opublikował na Twitterze bardzo tajemniczy wpis:
„Zdecydowałem się przejść na emeryturę młodo. Dzięki za pieniądze. Do zobaczenia później.” Po opublikowaniu wpisu nawiązała się burza medialna na linii McGregor – UFC. Głównym powodem sporu okazało się niewywiązywanie się z ustaleń kontraktowych przez Irlandczyka który postanowił nie uczestniczyć na konferencjach prasowych promujących jubileuszową galę UFC 200. W związku z tym prezydent UFC Dana White ogłosił, że McGregor zostaje usunięty z rozpiski gali numer 200.
Mimo licznych perturbacji z McGregorem, po czasie ogłoszono jeszcze raz rewanż z Diazem na 20 sierpnia 2016 (UFC 202). Ponownie walka odbyła się w limicie wagi półśredniej. W rewanżu, według sędziów lepszy okazał się Irlandczyk, którzy po pięciu rundach punktowali 48-47, 47-47, 48-47 na jego korzyść. McGregor otrzymał ponownie rekordową gaże w postaci 3 milionów USD podstawowej wypłaty.

#### Mistrz dwóch dywizji
13 listopada 2016 na gali UFC 205, która odbyła się po raz pierwszy w Nowym Jorku, Connor McGregor pokonał mistrza wagi lekkiej Eddiego Alvareza, zdobywając mistrzostwo w drugiej kategorii wagowej. Gala odbyła się na słynnej hali sportowej Madison Square Garden. McGregor stał się pierwszym zawodnikiem w UFC, który dzierżył dwa mistrzowskie pasy w tym samym czasie.
26 listopada 2016 zwakował pas UFC wagi piórkowej, skupiając się na pojedynkach w wadze lekkiej.
7 kwietnia 2018 został oficjalnie pozbawiony pasa wagi lekkiej w związku z brakiem woli do obrony mistrzostwa. Nowym mistrzem wagi lekkiej został natomiast Rosjanin Chabib Nurmagomiedow, który pokonał w walce o zwakowane mistrzostwo Ala Iaquintę.

#### Dalsze walki
6 października 2018 w Las Vegas podczas UFC 229 doszło do walki McGregora z niepokonanym Chabibem Nurmagomiedowem o mistrzostwo UFC w wadze lekkiej. Irlandczyk przegrał przez poddanie (dźwignia na kark) w czwartej rundzie.
Wziął udział w sesji zdjęciowej dla magazynów: „Sports Illustrated” (29 lutego 2016), „Men’s Health” (w maju 2016 w edycji serbskiej, we wrześniu 2016 w edycji brytyjskiej, w lipcu 2017 dla edycji Singapuru), „Men’s Fitness” (w lipcu 2016, w kwietniu dla edycji RPA), „Muscle & Fitness” (w listopadzie 2016 w edycji brytyjskiej), „GQ” (w marcu 2017 w edycji brytyjskiej, w maju 2017 w edycji hiszpańskiej i rosyjskiej) i „The Body Issue” (ESPN w lipcu 2016). 26 marca 2019 roku po raz drugi ogłosił zakończenie kariery.
Po ponad roku nieobecności w oktagonie McGregor zmierzył się z Donaldem Cerrone w walce w wadze półśredniej 18 stycznia 2020 r. na UFC 246. Wygrał walkę przez techniczny nokaut w 40 sekundzie pierwszej rundy. To zwycięstwo zapewniło mu nagrodę w postaci bonusu za występ wieczoru. Zwycięstwo uczyniło McGregora pierwszym zawodnikiem UFC, który kończył walki przez nokaut w dywizjach piórkowej, lekkiej i półśredniej. 6 czerwca 2020 przez media społecznościowe po raz trzeci ogłosił zakończenie kariery.
24 stycznia 2021 pomimo wcześniejszych deklaracji powrócił do oktagonu na rewanżową walkę z Dustinem Poirerem. Do pojedynku doszło na gali UFC 257 w Abu Zabi. Tym razem przegrał przez TKO w drugiej rundzie. Po pierwszej przegranej przez nokaut dostał medyczne zawieszenie na 6 miesięcy.
10 lipca 2021 na gali UFC 264 w Las Vegas po raz trzeci zmierzył się z Dustinem Poirierem. Przegrał przez kontuzję nogi w pierwszej rundzie. McGregor skręcił kostkę podczas cofania się, co spowodowało złamanie dolnej kości piszczelowej.
Na początku lutego 2023 roku ogłoszono, że wraz z Michaelem Chandlerem będzie trenerem w 31. sezonie programu The Ultimate Fighter. Po jego zakończeniu miało dojść do pojedynku trenerów podczas jednej z numerowanych gal UFC. Stacie McGregora z Chandlerem zaplanowano w wadze półśredniej na galę UFC 303 29 czerwca 2024. Po spekulacjach na temat statusu walki z powodu nagle odwołanej konferencji prasowej, UFC oficjalnie ogłosiło odwołanie walki 13 czerwca 2024, powołując się na kontuzję (złamany palec u nogi) odniesioną przez McGregora. 
We wrześniu 2024 roku prezydent UFC Dana White w rozmowie z portalem New York Post Sports skomentował obecną sytuację McGregora w sprawie jego powrotu do oktagonu, który ma nastąpić na początku 2025 roku. 

## Kariera bokserska
W czerwcu 2017 roku ogłoszono, że McGregor stoczy swój pierwszy zawodowy pojedynek bokserski przeciwko niepokonanemu Floydowi Mayweatherowi Jr. w dniu 26 sierpnia 2017 roku w T-Mobile Arena, w Las Vegas. Walka toczyła się w wadze super półśredniej (do 154 funtów) i 8 uncjowych rękawicach. Oczekiwano, że będzie to najkosztowniejsza walka w historii boksu.
Według Nevada State Athletic Commission (NSAC) Mayweather zarobił gwarantowane 100 milionów dolarów, a McGregor 30 milionów dolarów. Walka zakończyła się zwycięstwem doświadczonego Mayweathera przez TKO w 10. rundzie, a karty wyników wskazywały 87–83, 89–82 i 89–81, wszystko na korzyść Mayweathera. Nevada State Athletic Commission (NSAC) ogłosiła, że cena biletu na żywo na wydarzenie wyniosła 55 414 865,79 dolarów z 13 094 sprzedanych biletów. Biorąc pod uwagę sukces w systemie pay-per-view, Mayweather zarobił ogółem około 280 milionów dolarów, podczas gdy McGregor zarobił 130 milionów dolarów.

## Biznes
W 2018 r. McGregor z powodzeniem wprowadził na rynek własną markę whiskey "Proper No. Twelve".
McGregor przez wielu ludzi uznawany jest za ikonę oraz najpopularniejszego zawodnika mieszanych sztuk walk. W roku 2022 McGregor został ambasadorem marki XTB
Biorąc pod uwagę walki McGregora, kontrakty sponsorskie oraz inne źródła dochodu, szacuje się, że od 2013 roku Irlandczyk zarobił łącznie około 50 mln dolarów. 

## Życie prywatne
Od 2008 związał się z Dee Devlin. Mają syna Conora Jacka McGregora Jr. (ur. 5 maja 2017), córkę Croíe Mairead (ur. 4 stycznia 2019) i syna Ríana (ur. 17 maja 2021) oraz syna urodzonego 30 listopada 2023 roku.
Był oskarżany o napaść seksualną w Dublinie, jednak śledztwo w tej sprawie umorzono. Był także skazany za rzucenie stalowym wózkiem w okno autobusu UFC w efekcie czego zostało rannych kilku zawodników tejże organizacji. Po skardze złożonej 10 września 2020, został zatrzymany na Korsyce w związku z usiłowaniem napaści seksualnej i obnażanie się, a następnie został zwolniony po przesłuchaniu.
Sława jaką Conor zyskał była powodem nakręcenia o nim filmu dokumentalnego pod tytułem „Connor McGregor: Zły Chłopiec”.
21 marca 2025 roku ogłosił start w wyborach na prezydenta Irlandii.

## Osiągnięcia

### Mieszane sztuki walki
- Cage Warriors
  - 2012–2013: mistrz Cage Warriors w wadze piórkowej (-66 kg)
  - 2012–2013: mistrz Cage Warriors w wadze lekkiej (-70 kg)
- Ultimate Fighting Championship
  - 2015: tymczasowy mistrz UFC w wadze piórkowej
  - 2015–2016: mistrz UFC w wadze piórkowej
  - 2016–2018: mistrz UFC w wadze lekkiej

Wyróżnienia
- World MMA Awards:
  - 2014, 2015: Zagraniczny Zawodnik Roku
  - 2015, 2016: Zawodnik Roku im. Charlesa Lewisa

- Wrestling Observer Newsletter:
  - 2015, 2016: Najwybitniejszy zawodnik MMA

- ESPN:
  - 2015: Zawodnik Roku[102]

- Fox Sports:
  - 2015: Zawodnik Roku[103]
  - 2016: Walka Roku przeciwko Nathanowi Diazowi[104]

## Lista zawodowych walk MMA
| Wynik     | Bilans | Przeciwnik (bilans przed walką) | Rozstrzygnięcie                      | Runda | Czas | Rozgrywki                                   | Data       | Miejsce     | Uwagi |
| --------- | ------ | ------------------------------- | ------------------------------------ | ----- | ---- | ------------------------------------------- | ---------- | ----------- | --- |
| Przegrana | 22-6   | Dustin Poirier (27-6)           | TKO (przerwanie przez lekarza)       | 1     | 5:00 | UFC 264                                     | 10.07.2021 | Las Vegas   | Main Event |
| Przegrana | 22-5   | Dustin Poirier (26-6)           | TKO (ciosy pięściami)                | 2     | 2:31 | UFC 257                                     | 24.01.2021 | Abu Zabi    | Main Event |
| Wygrana   | 22-4   | Donald Cerrone (36-13)          | TKO (ciosy pięściami)                | 1     | 0:40 | UFC 246                                     | 18.01.2020 | Las Vegas   | Pojedynek w wadze półśredniej, Bonus za występ wieczoru, Main Event                                                             |
| Przegrana | 21-4   | Chabib Nurmagomiedow (26-0)     | Poddanie (naciskówka na szczękę)     | 4     | 3:03 | UFC 229                                     | 06.10.2018 | Las Vegas   | Pojedynek o mistrzostwo UFC w wadze lekkiej, Main Event                                                                         |
| Wygrana   | 21-3   | Eddie Alvarez (28-4)            | TKO (ciosy pięściami)                | 2     | 3:04 | UFC 205                                     | 12.11.2016 | Nowy Jork   | Zdobył mistrzostwo UFC w wadze lekkiej, występ wieczoru, Później został pozbawiony tytułu z powodu braku aktywności, Main Event |
| Wygrana   | 20-3   | Nate Diaz (19-10)               | Decyzja (większościowa)              | 5     | 5:00 | UFC 202                                     | 20.08.2016 | Las Vegas   | Bonus za walkę wieczoru, Main Event                                                                                             |
| Przegrana | 19-3   | Nate Diaz (18-10)               | Poddanie (duszenie zza pleców)       | 2     | 4:12 | UFC 196                                     | 05.03.2016 | Las Vegas   | Debiut w wadze półśredniej, Bonus za walkę wieczoru, Main Event                                                                 |
| Wygrana   | 19-2   | José Aldo (25-1)                | KO (ciosy pięściami)                 | 1     | 0:13 | UFC 194                                     | 12.12.2015 | Las Vegas   | Zdobył i zunifikował mistrzostwo UFC w wadze piórkowej, Bonus za występ wieczoru, Main Event                                    |
| Wygrana   | 18-2   | Chad Mendes (17-2)              | KO (ciosy pięściami)                 | 2     | 4:57 | UFC 189                                     | 11.07.2015 | Las Vegas   | Zdobył tymczasowe mistrzostwo UFC w wadze piórkowej, Bonus za występ wieczoru, Main Event                                       |
| Wygrana   | 17-2   | Dennis Siver (22-9)             | TKO (ciosy pięściami)                | 2     | 1:54 | UFC Fight Night: McGregor vs. Siver         | 18.01.2015 | Boston      | Bonus za występ wieczoru, Main Event                                                                                            |
| Wygrana   | 16-2   | Dustin Poirier (16-3)           | TKO (ciosy pięściami)                | 1     | 1:46 | UFC 178                                     | 27.09.2014 | Las Vegas   | Bonus za występ wieczoru |
| Wygrana   | 15-2   | Diego Brandão (18-9)            | TKO (ciosy pięściami)                | 1     | 4:02 | UFC Fight Night: McGregor vs. Brandao       | 19.07.2014 | Dublin      | Bonus za występ wieczoru, Main Event                                                                                            |
| Wygrana   | 14-2   | Max Holloway (7-2)              | Decyzja (jednogłośna)                | 3     | 5:00 | UFC Fight Night: Shogun vs. Sonnen          | 17.08.2013 | Boston      | |
| Wygrana   | 13-2   | Marcus Brimage (6-1)            | TKO (ciosy pięściami)                | 1     | 1:07 | UFC on Fuel TV: Mousasi vs. Latifi          | 06.04.2013 | Sztokholm   | Debiut w UFC, Powrót do wagi piórkowej, Bonus za nokaut wieczoru                                                                |
| Wygrana   | 12-2   | Ivan Buchinger (21-3)           | KO (ciosy pięściami)                 | 1     | 3:40 | CWFC 51                                     | 31.12.2012 | Dublin      | Zdobył mistrzostwo Cage Warriors w wadze lekkiej, Main Event                                                                    |
| Wygrana   | 11-2   | Dave Hill (10-2)                | Poddanie (duszenie zza pleców)       | 2     | 4:10 | CWFC 47                                     | 02.06.2012 | Dublin      | Zdobył mistrzostwo Cage Warriors w wadze piórkowej, Co-Main Event                                                               |
| Wygrana   | 10-2   | Steve O'Keefe (6-1)             | KO (ciosy łokciem)                   | 1     | 1:33 | CWFC 45                                     | 18.02.2012 | Londyn      | Powrót do wagi piórkowej |
| Wygrana   | 9-2    | Aaron Jahnsen (2-1)             | TKO (ciosy pięściami)                | 1     | 3:29 | CWFC: Fight Night 2                         | 08.09.2011 | Amman       | |
| Wygrana   | 8-2    | Artur Sowiński (11-4)           | TKO (ciosy pięściami)                | 2     | 1:12 | Celtic Gladiator 2: Clash of the Giants     | 11.06.2011 | Portlaoise  | Powrót do wagi lekkiej |
| Wygrana   | 7-2    | Paddy Doherty (4-6)             | KO (ciosy pięściami)                 | 1     | 0:04 | Immortal Fighting Championships 4           | 16.04.2011 | Donegal     | |
| Wygrana   | 6-2    | Mike Wood (1-1)                 | KO (ciosy pięściami)                 | 1     | 0:16 | Cage Contender 8: Fields vs. Redmond        | 12.03.2011 | Dublin      | Powrót do wagi piórkowej |
| Wygrana   | 5-2    | Hugh Brady (4-1)                | TKO (ciosy pięściami)                | 1     | 2:31 | Chaos Fighting Championships 8              | 12.02.2011 | Londonderry | |
| Przegrana | 4-2    | Joseph Duffy (6-0)              | Poddanie (duszenie trójkątne rękoma) | 1     | 0:38 | CWFC 39: The Uprising                       | 27.11.2010 | Cork        | Debiut w Cage Warriors |
| Wygrana   | 4-1    | Connor Dillon (2-1)             | TKO (przerwanie przez narożnik)      | 1     | 4:22 | Chaos Fighting Championships 7              | 09.10.2010 | Londonderry | Pojedynek w wadze piórkowej |
| Wygrana   | 3-1    | Stephen Bailey (0-1)            | TKO (ciosy pięściami)                | 1     | 1:22 | K.O. – The Fight Before Christmas           | 12.12.2008 | Dublin      | Debiut w wadze lekkiej |
| Przegrana | 2-1    | Artemij Sitenkov (5-4)          | Poddanie (dźwignia na kolano)        | 1     | 1:09 | Cage of Truth 3                             | 28.06.2008 | Dublin      | |
| Wygrana   | 2-0    | Mo Taylor (0-0)                 | TKO (ciosy pięściami)                | 1     | 1:06 | Cage Rage – Contenders: Ireland vs. Belgium | 03.05.2008 | Dublin      | |
| Wygrana   | 1-0    | Gary Morris (0-0)               | TKO (ciosy pięściami)                | 2     | 0:08 | Cage of Truth 2                             | 08.03.2008 | Dublin      | Debiut w MMA |

## Lista zawodowych walk bokserskich
| Wynik     | Bilans | Przeciwnik (bilans przed walką) | Rozstrzygnięcie       | Runda | Czas | Data       | Miejsce   | Uwagi                                                       |
| --------- | ------ | ------------------------------- | --------------------- | ----- | ---- | ---------- | --------- | ----------------------------------------------------------- |
| Przegrana | 0-1    | Floyd Mayweather Jr. (49-0)     | TKO (ciosy pięściami) | 10    | 1:05 | 26.08.2017 | Las Vegas | Walka wieczoru. Pojedynek bez podziału na kategorie wagowe. |